# Société statistique d'Australie
Pour les articles homonymes, voir SSA.
La Société statistique d'Australie (Statistical Society of Australia, SSA) est la principale organisation professionnelle des statisticiens et des professionnels apparentés en Australie.  

## Histoire
Elle a été fondée en 1962 pour soutenir et unifier le travail des sociétés statistiques australiennes qui existaient déjà et comptaient environ 800 membres en 2019. Elle possède sa propre division d'édition, l'Australian Statistical Publishing Association Inc. Sa principale publication est The Australian and New Zealand Journal of Statistics. La société compte actuellement six branches d'État: Canberra, Nouvelle-Galles du Sud, Queensland, Australie-Méridionale, Victoria et Australie-Occidentale. 
La SSA est une organisation affiliée à l'Institut international de statistique. 

## Prix
La Société décerne une médaille d'or, la médaille Pitman, au plus une fois par an. Elle reconnaît les réalisations exceptionnelles et la contribution à la discipline des statistiques. La Société gère la Conférence statistique australienne, qui se tient tous les deux ans sur cinq jours.

## Personnalités
La Société rassemble les plus éminents statisticiens et statisticiennes du pays, notamment Melanie Bahlo, Louise M. Ryan, Patrick Moran, Kerrie Mengersen, Peter Gavin Hall, Chris Heyde, Eugene Seneta, Betty Allan ou encore Dennis Trewin.